# Анатолівка (Новоукраїнський район)
Анато́лівка — село в Україні, у Добровеличківській селищній громаді Новоукраїнського району Кіровоградської області. Населення становить 30 осіб. Орган місцевого самоврядування — Добровеличківська селищна рада.

## Населення
Згідно з переписом УРСР 1989 року чисельність наявного населення села становила 28 осіб, з яких 9 чоловіків та 19 жінок.
За переписом населення України 2001 року в селі мешкало 30 осіб.

### Мова
Розподіл населення за рідною мовою за даними перепису 2001 року:
| Мова       | Відсоток |
| ---------- | -------- |
| українська | 90,00 %  |
| молдовська | 6,67 %   |
| російська  | 3,33 %   |